# Romang (isla)
Romang es una isla del archipiélago Barat Daya perteneciente a las islas menores de la Sonda, en Indonesia. Está localizada en el océano Índico al este de la isla Wetar, en 7°35′00″S 127°26′00″E / -7.5833333, 127.4333333. Sus nombres alternativos son Roma, Romonu y Fataluku. Se incluye en el distrito de las islas Terselatan (Kecamatan Pulau-Pulau Terselatan) de la regencia de las islas Barat Daya de la provincia de Molucas. El distrito también incluye a la más pequeña (pero más poblada) isla Kisar que está más al sur.